# Festival paradigmatičnih zbivanja
Festival paradigmatičnih zbivanja je multimedijalna kulturna manifestacija koju organizira Astroantropološko društvo Zadar od 1997. godine. Dosad je održano pet festivala i svi su održani na otoku Silbi u Zadarskoj županiji i svi su bili tematski određeni. Ideja vodilja ovih festivala je da ne budu određeni žanrom ili formom, nego sadržajem. Na festivalima je održano ukupno 55 različitih umjetničkih točaka, od čega mnoge premijerno.
Dosad su održani:
- Glas Tišine 31. srpnja - 6. kolovoza 1997. Teozofija
- Unutarnji Oganj 10. – 25.  kolovoza 1998. Šamanizam
- U Potrazi Za Čudesnim 7. – 21. kolovoza 1999. Četvrti put
- Oblaci Bez Vode 2001. 9. – 22. kolovoza Thelema
- OTOK2002 6. – 21. kolovoza 2002. Huxleyeve utopije

## Glas tišine
Prvi festival paradigmatičnih zbivanja bio je posvećen teozofiji. Organizacijski odbor činili su Miodrag Kamber, Nives Rogoznica, Ivan Stagličić i Josip Zanki. 

## Vanjske poveznice
- www.zin-zadar.net  Arhivirana inačica izvorne stranice od 12. rujna 2017. (Wayback Machine)
- http://www.057info.hr/kultura/2007-07-31/bilo-jednom-na-otoku-silbi